# And Now... Ladies and Gentlemen
Pour plus de détails, voir Fiche technique et Distribution.
And Now … Ladies et Gentlemen est un film français réalisé par Claude Lelouch, sorti en 2002.

## Synopsis
Valentin (Jeremy Irons), gentleman cambrioleur à la Arsène Lupin, est recherché par la police. Il s'embarque sur un voilier pour un tour du monde. Jane (Patricia Kaas), elle, rêve de s'en aller du derrière du bar du palace américain dans lequel elle chante du jazz. Ces deux êtres sont faits pour s'aimer. Ils ont des troubles de mémoire et se trouvent ensemble dans un hôtel sur la côte du Maroc où a lieu un vol de bijoux.

## Fiche technique
- Titre original : And Now... Ladies and Gentlemen
- Réalisation : Claude Lelouch
- Scénario : Claude Lelouch, Pierre Leroux et Pierre Uytterhoeven
- Décors : Johann George
- Costumes : Pierre Bechir
- Photographie : Pierre-William Glenn
- Son : Harald Maury
- Montage : Hélène de Luze
- Musique : Michel Legrand
- Production exécutive : Jean-Paul de Vidas et Tania Zazulinsky
- Production déléguée : Claude Lelouch
- Sociétés de production : Paramount Classics, Gemka Production et Les Films 13
- Coproduction : France 2 Cinéma
- Société de distribution : Paramount Home Entertainment, Équinoxe Films
- Pays d’origine :  France et  Royaume-Uni
- Langues de tournage : français, anglais, arabe et italien
- Format : couleur (Fujicolor) — 35 mm — 2,35:1 — son Dolby Digital
- Genre : drame
- Durée : 133 minutes
- Dates de sortie :
  - France : 25 mai 2002 (Festival de Cannes
  - France : 29 mai 2002

## Distribution
- Jeremy Irons : Valentin Valentin
- Patricia Kaas : Jane Lester
- Thierry Lhermitte : Xavier
- Alessandra Martines : Françoise
- Jean-Marie Bigard : le pharmacien et le docteur Lamy
- Claudia Cardinale : la comtesse Falconetti
- Ticky Holgado : Boubou
- Yvan Attal : David
- Amidou : l'inspecteur
- Laura Mayne : la chanteuse noire
- Sylvie Loeillet : Soleil
- Constantin Alexandrov : Monsieur Falconetti
- Stéphane Ferrara : Sam Hernandez
- Samuel Labarthe : le trompettiste
- Paul Freeman : Le client anglais
- Souad Amidou : La Femme de chambre
- Patrick Braoudé : Le joaillier de Bulgari
- Mouna Fettou : réceptionniste

## Distinctions
- Sélection officielle au Festival de Cannes 2002.